# Tratado de Münsingen

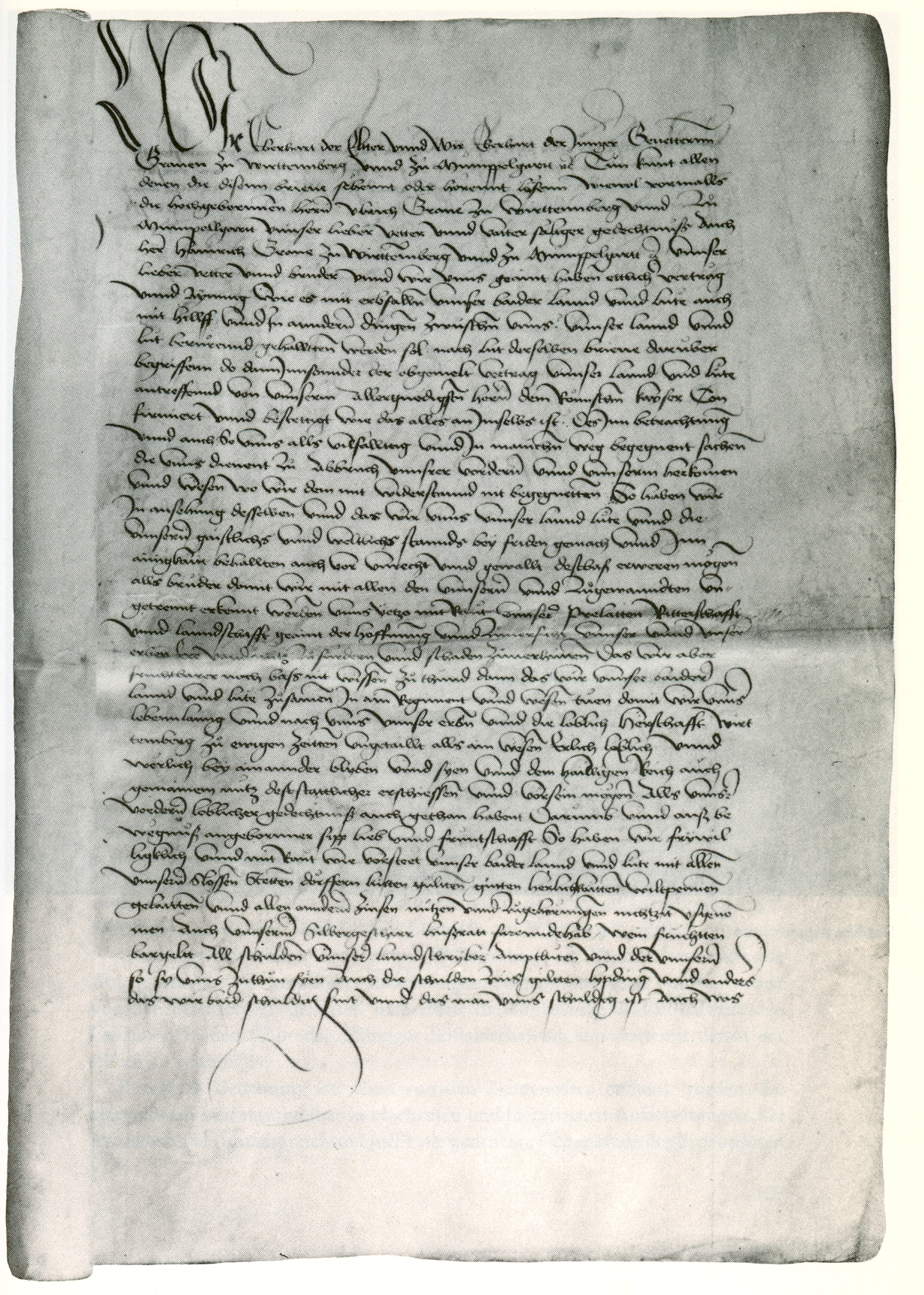
Primeira página do tratado de Münsinger no Arquivo Central Estadual de Estugarda.

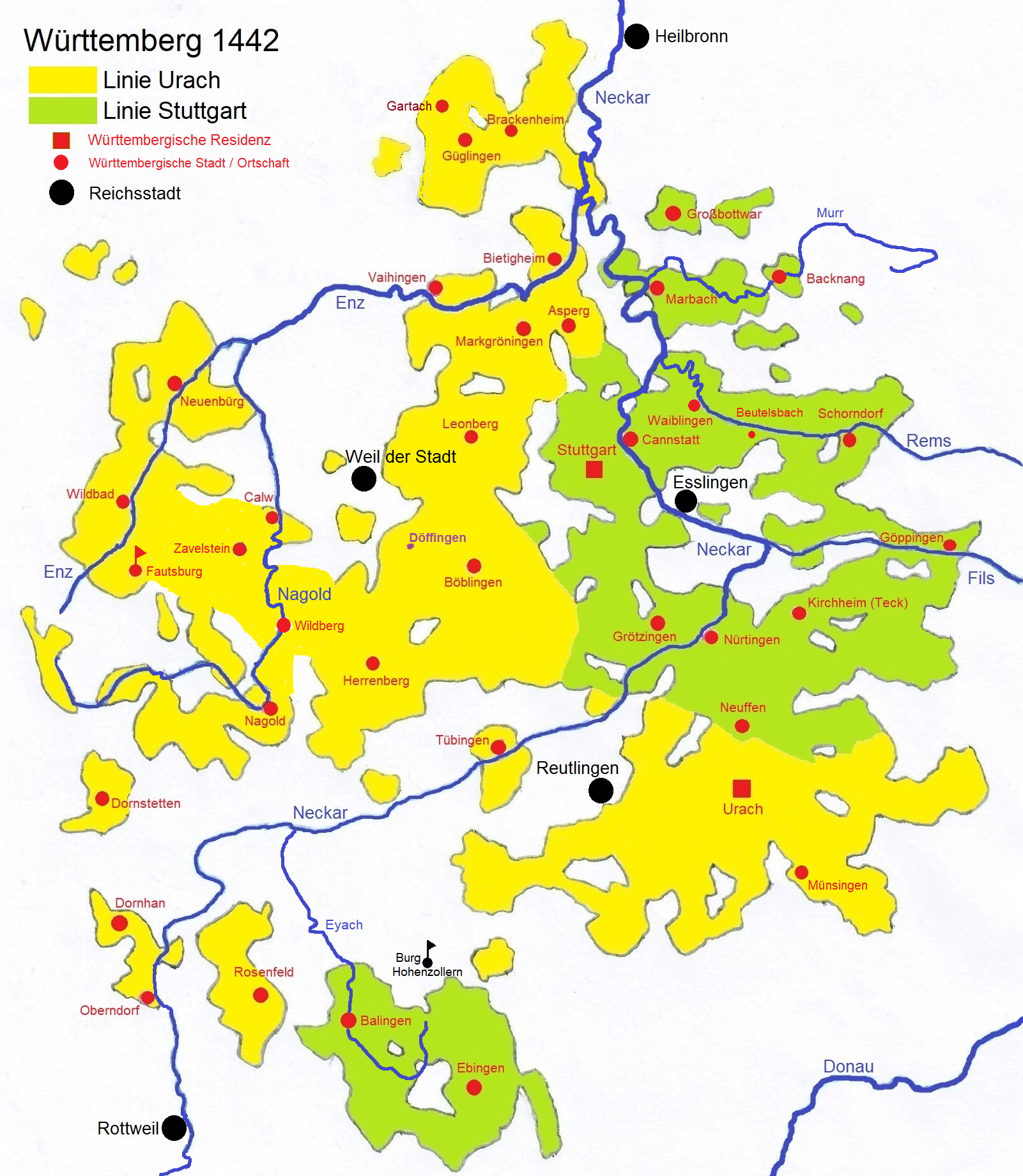
Divisão de Vurtemberga pelas linhas de Urach e Estugarda (1442).

O Tratado de Münsingen, celebrado a 14 de dezembro de 1482, reuniu as duas partes em que o Condado de Vurtemberga se tinha dividido desde o Tratado de Nürtingen de 1442.
As disputas entre a linha de Urach e a linha de Estugarda foram, assim, resolvidas após 40 anos de divisão. O conde Everardo V, que mais tarde se tornou duque sob o nome de Everardo I e que residia em Urach, obteve o governo de todo o condado e transferiu a sua residência para Estugarda, a capital da outra linha. Ficou ainda definido que a Everardo V sucederia o então conde da linha de Estugarda, Everardo VI. 
O tratado foi negociado na cidade de Münsingen com a participação de representantes dos Estados de Vurtemberga (em alemão:  Württembergische Landstände), os chamados "honrados" (Erbarkeit).
A indivisibilidade do estado ficou assim estabelecida com o direito de Primogenitura juridicamente vinculado em Vurtemberga.
O Tratado de Münsingen evitou a fragmentação em Vurtemberga, tão comum em muitos estados alemães, criando um importante pré-requisito para a elevação de Vurtemberga a Ducado em 1495.
O documento original do contrato é mantido no Arquivo Central do Estado de Baden-Württemberg, em Estugarda.